# Euphorbia bourgeana
Euphorbia bourgeana J.Gay ex Boiss. – gatunek rośliny z rodziny wilczomleczowatych (Euphorbiaceae Juss.). Występuje endemicznie na hiszpańskich wyspach Teneryfa i La Gomera w archipelagu Wysp Kanaryjskich. 

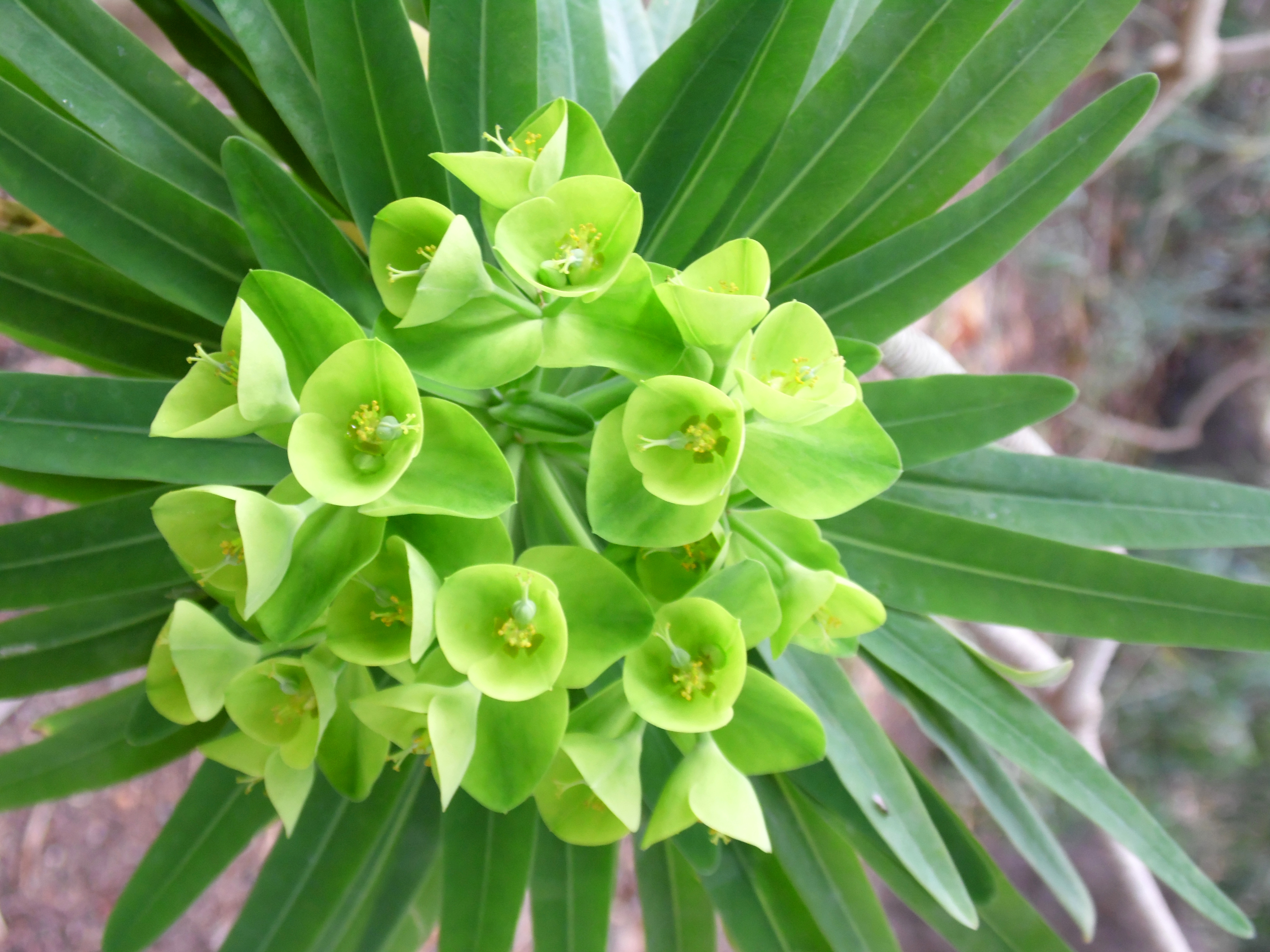
Kwiatostan

## Biologia i ekologia
Występuje na wysokości 600–1050 m n.p.m.
Na wyspie La Gomera gatunek znany jest z 13 subpopulacji w czterech miejscach. Z kolei na Teneryfie jest obecny w trzech miejscach: Ladera de Güímar, Afur oraz Teno.
Na wyspie La Gomera gatunek ten rośnie w pobliżu dolnej granicy występowania wiecznie zielonych lasów z przewagą wawrzynowatych, znanych jako "Monteverde". Występuje na obszarach o różnym stopniu wilgotności i ekspozycji na wiatr – są to głównie zarośla i lasy. Występuje w takich zespołach roślinności jak Visneo mocanerae-Arbuto canariensis, Lauro-Perseo indicae, Ilici canariensis-Ericeto platycodonis, Pericallido murrayi-Myrico fayae, Brachypodio arbusculae-Junipero canariensis oraz Cisto gomerae-Pino canariensis.
Na Teneryfie rośnie na skałach i wzniesieniach w obrębie potencjalnego zakresu występowania lasów "Monteverde". Występuje w takich zespołach roślinności jak Ixantho-Laurion azoricae, bardziej ciepłolubnych Mayteno-Juniperion canariensis, czy krzewiastych Rhamno crenulatae-Hypericetum canariensis i Telinetum canariensis.
Często towarzyszącymi gatunkami są między innymi: Erica arborea, Myrica faya, Laurus novocanariensis, Ilex canariensis, Maytenus canariensis, Rubus inermis, Viburnum tinus ssp. rigidum, Rumex lunaria oraz Visnea mocanera.

## Ochrona
W Czerwonej księdze gatunków zagrożonych został zaliczony do kategorii VU – gatunków narażonych na wyginięcie. Został sklasyfikowany w tej kategorii ze względu na ograniczony zasięg występowania. Pomimo wzrostowej tendencji liczebności populacji, obszar na którym występuje jest jeszcze bardzo mały i wynosi zaledwie 17 km². Głównymi zagrożeniami dla tego gatunku są osunięcia ziemi, susze, pożary, konkurencja ze strony innych gatunków oraz antropizacja naturalnych siedlisk.
W 2004 roku na Teneryfie zarejestrowano 199 osobniki, natomiast w 2010 roku na wyspie La Gomera odnotowano 1341 okazów. Trendy liczebności populacji wydają się być stabilne na Teneryfie i wzrostowe na wyspie La Gomera.
Gatunek ten jest wymieniony w załączniku II dyrektywy siedliskowej. Jest również chroniony mocy załącznika I do konwencji berneńskiej. Ponadto jest on wymieniony jako gatunek "En peligro de extinción" w krajowym katalogu gatunków zagrożonych.
Na Teneryfie występuje na obszarach SCI – Parque Rural de Anaga oraz Parque Natural de la Corona Forestal. Na wyspie La Gomera większości subpopulacji występuje w Parku Narodowym Garajonay, a ich stan zachowania jest na ogół dobry. Materiał roślinny jest przechowywane w banku nasion w serwisie biodywersyfikacji Viceconsejería de Medio Ambiente.